# Лазурный дракон
Цин Лун, Лазурный дракон — один из четырёх китайских знаков зодиака. Иногда он называется Лазоревым драконом Востока (Дун Фан Цин Лун, кит. трад. 東方青龍, упр. 东方青龙, пиньинь Dōng Fāng Qīng Lóng, палл. Дун Фан Цин Лун, или иногда кит. трад. 東方蒼龍, упр. 东方苍龙, пиньинь Dōng Fāng Qīng (Cāng) Lóng, палл. Дун Фан Цин (Цан) Лун), в Японии известен как Сэйрю, в Корее — Чхонъёнъ и Тханглонг во Вьетнаме. Он символизирует восток и весну. Не стоит путать его с Жёлтым драконом, которого связывали с титулом императором Китая. В СМИ, фэн-шуе, других культурах он известен также как Зелёный дракон.

## Значение 青
В китайском языке слово 青 (цинь) имеет богатый диапазон значений и ассоциаций, в том числе и в обозначении цвета. Основное цветовое значение — циан (сине-зелёный), что на самом деле заметно отличается от лазурного, и в традиционных для русского названиях ближе всего к бирюзовому.
Также может обозначать восток; весну; юность; цветение, молодую зелень; зелёный самоцвет; благосклонность.

## Семь домов Лазурного дракона
Как и каждый из четырёх символов, Лазурный дракон соотносится с семью «домами» (или «стоянками») луны:
| Номер дома (день лунного месяца) | Имя (pinyin) | Перевод         | Обозначение звезды |
| -------------------------------- | ------------ | --------------- | ------------------ |
| 1                                | 角 (Jiăo)    | Рог             | α Vir              |
| 2                                | 亢 (Kàng)    | Шея             | κ Vir              |
| 3                                | 氐 (Dĭ)      | Корень          | α Lib              |
| 4                                | 房 (Fáng)    | Покои (комната) | π Sco              |
| 5                                | 心 (Xīn)     | Сердце          | σ Sco              |
| 6                                | 尾 (Wěi)     | Хвост           | μ Sco              |
| 7                                | 箕 (Jī)      | Веялка          | γ Sgr              |

В терминах европейской астрономии, они занимают части (европейских) созвездий Девы, Весов, Скорпиона и Стрельца.

## Происхождение
В романе «Шо Тан Яньи» (Повесть о династии Тан) звёзды Белого тигра перевоплотились в генерала Ло Чэна (кит. трад. 羅成, упр. 罗成), служившего императору Ли Шиминю. Звезда Лазурного дракона стала генералом Шань Сюнсинем, (кит. трад. 單雄信, упр. 单雄信), служившим Ван Шичуну. Два генерала — братья по клятве Цинь Шубао (кит. трад. 秦叔寶, упр. 秦叔宝), Чэн Чжидзе (кит. трад. 程知節, упр. 程知节) и Юйчи Цзиндэ (кит. трад. 尉遲敬德, упр. 尉迟敬德). Говорят, что после смерти их душами обладают герои династий Тан и Ляо, такие как Сюэ Жэньгуй (кит. трад. 薛仁貴, упр. 薛仁贵) и Хэ Сувэнь (кит. трад. 郃苏文).
В других легендах генерал династии Тан Сюэ Жэньгуй — реинкарнация звезды Белого тигра, в то время как его заклятый враг генерал Хэ Сувэнь — перерождённая звезда Лазурного дракона.

## Япония
В Японии считают, что Лазурный дракон Сэйрю — один из четырёх духов-стражей городов и охраняет город Киото с востока. Запад защищается Белым тигром, север — Чёрной черепахой, юг — Алой птицей, а центру покровительствует Жёлтый дракон. В Киото есть храмы, посвящённые каждому из этих духов-хранителей. Лазурному дракону соответствует Киёмидзу-дэра на востоке Киото. Перед входом в храм есть статуя дракона. Легенда гласит, что он по ночам пьёт из водопада неподалёку, поэтому каждый год устраивают церемонию поклонения дракону Востока.
В 1983 году в деревне Асука нашли гробницу Китора. Все четыре хранителя нарисованы на стенах (в соответствующих направлениях), а на потолке изображена система созвездий. Это одно из немногочисленных древних упоминаний о четырёх стражах.